# Le Palidor (Saint-Barthélemy)
Le Palidor est un quartier de Saint-Barthélemy dans les Caraïbes. Il est situé dans la partie nord-ouest de l'île entre l'Anse des Cayes et Corossol, à proximité de Merlette.
Le Palidor est un pic rocheux qui culmine à une altitude de 77 mètres.